# Френ-ан-Сольнуа
Френ-ан-Сольнуа́ (фр. Fresnes-en-Saulnois) — коммуна во французском департаменте Мозель региона Лотарингия. Относится к  кантону Шато-Сален.	

## География
Френ-ан-Сольнуа расположен в 37 км к юго-востоку от Меца. Соседние коммуны: Ланёввиль-ан-Сольнуа на севере, Жербекур, Любекур и Амелекур на востоке, Шато-Сален на юго-востоке, Малокур-сюр-Сей на западе, Орьокур на северо-западе.

## История
- Деревня исторической области Сольнуа, бывшего епископата Меца.

## Демография
По переписи 2007 года в коммуне проживало 176 человек.

## Достопримечательности
- Остатки бывшего древнеримского тракта.
- Протестантская церковь XVII века.